# Портланд (Мичиген)
Портланд (Мичиген) (енгл. Portland) град је у америчкој савезној држави Мичиген. По попису становништва из 2010. у њему је живело 3.883 становника.

## Демографија
Према попису становништва из 2010. у граду је живело 3.883 становника, што је 94 (2,5%) становника више него 2000. године.
| Група             | 2000.         | 2010.         |
| Белци             | 3.673 (96,9%) | 3.674 (94,6%) |
| Афроамериканци    | 19 (0,5%)     | 28 (0,7%)     |
| Азијати           | 7 (0,2%)      | 7 (0,2%)      |
| Хиспаноамериканци | 50 (1,3%)     | 120 (3,1%)    |
| Укупно            | 3.789         | 3.883         |